# Saint-Izaire

Saint-Izaire este o comună în departamentul Aveyron din sudul Franței. În 1 ianuarie 2022 avea o populație de 318 de locuitori.